# 30 (liczba)
30 (trzydzieści) – liczba naturalna następująca po 29 i poprzedzająca 31.
Warunek podzielności zapisanej w systemie dziesiętnym liczby przez 30 to, aby suma cyfr była podzielna przez 3, a cyfra jedności równała się 0.

## 30 w nauce
- liczba atomowa cynku
- obiekt na niebie Messier 30
- galaktyka NGC 30
- planetoida (30) Urania

## 30 w kalendarzu
30. dniem w roku jest 30 stycznia. Zobacz też co wydarzyło się w 30 roku n.e.
30 to liczba dni czterech miesięcy roku (kwietnia, czerwca, września i listopada).